# 縊死

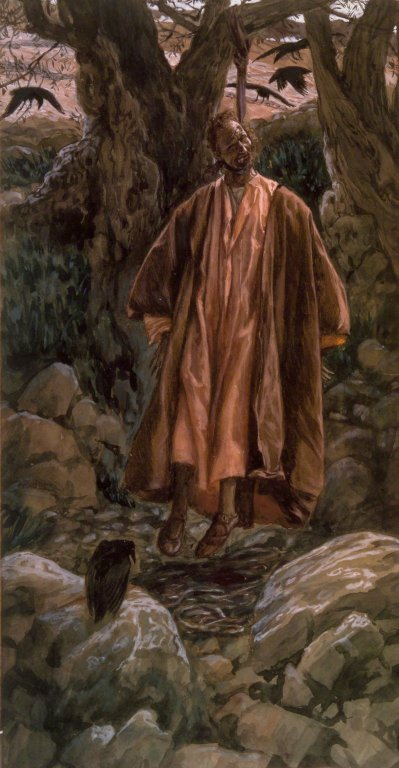
ジェームズ・ティソ『ユダの首吊り』

縊死（いし、英: Hanging）とは、索状物で自重またはモノの重さにより首（頸部）が圧迫されることで、呼吸や脳の血流が阻害され、脳や臓器に回復不能な機能障害が起き（縊頸）、結果として死に至ることをいう。身体が完全に宙に浮き、全体重が索状物にかかっている場合を定型的縊首（首吊り死）、それ以外の場合を非定型的縊首という。

## 概要
縊死は自殺の手段として古くから用いられており、縊死のほとんどの場合が自殺であるが、まれに他殺や事故死があり、自他殺の論争の種になったものもある。紐状物による頸部圧迫死でも、死者の体重を利用しないものは、「絞死」と区別される。手や紐などによる頸部圧迫での殺害全般を「絞殺」、手又は腕を使った頸部圧迫による殺害を「扼殺」と呼ぶ。

## 首吊り
固定された索状物に首を掛け本人の体重で頸部を斜めに圧迫すると、頸部の動脈（頸動脈と椎骨動脈）、主気管などが強く圧迫され、脳虚血または窒息状態となる。これらにより、血液または酸素が脳に供給されなくなり、中枢の機能が停止し絶命に至る。このことを法医学では縊頸（いけい、いっけい）と呼ぶ。多くの場合、自殺に用いられる。必ずしも足が完全に地面から浮いていることは要さず、足や尻をついた状態でも縊死は成立し得る（非定型縊頸。完全に懸垂状態となった場合、頸部は定型的な位置・形状で索状物に圧迫されこれに応じた明瞭な圧迫痕が残るが、支えが残った状態であると非定型的な角度や不明瞭な圧迫痕となるためかく言う。）。
絞首刑における首吊りは、絞首台を使用し、高所より落下するエネルギーを用い、その衝撃で頸椎損傷などを起こし、即、意識を失い、確実に死に至らしめる。頸骨骨折で即死する場合もある。ラットやマウスの殺処分方法である頸椎脱臼と理屈は同じである。現在の日本の死刑で採用されている絞首刑は、頸動脈洞を圧迫し、血流を阻害する。脳幹へ行く血液が少なくなり、脳幹での酸素量減少で失神状態に陥らせ、死に至らしめる。過去の歴史や海外の絞首刑では、こうした落下式ではなく、首に掛けた縄を引き上げる方式も存在する。
通常の首吊りの場合でも、頸動脈洞が圧迫されるため、頸動脈洞反射によって急激に血圧が低下し、痛みも苦しみもなく、平均で約7秒で意識喪失にいたる。この頸動脈洞反射が起きるため、首吊りは安楽な自殺方法であると言われる。『完全自殺マニュアル』では、「身も蓋もない結論を言ってしまうようだが、首吊り以上に安楽で確実で、そして手軽に自殺できる手段はない。他の方法なんか考える必要はない。」と書かれている。さらに首吊り自体が苦しくない典拠としては「首吊り芸人」というものがあり、これはサーカスなどで芸人がゆっくりと首を吊ってみせ意識を失う前に助手に合図して外させる芸で、イギリスでは定番芸だった（首吊り芸人）。
ロシアの作家、ドストエフスキーの作品には縊死の描写が多く、『悪霊』で縄の滑りを良くし円滑に縊死するための工夫として縄と首にベットリと石鹸水を塗りつける描写がある。ただし逆に、この頸動脈洞から圧迫箇所がずれてしまうと、窒息で意識を失うまで長く苦しむことになる。しかし、通常首吊りは角度がつくため、頸動脈洞から圧迫箇所がずれると言うことはまずない。もちろん、手で首を絞められた場合は、頸動脈洞からずれることもあり、その場合、苦しんで意識を失うことになる。
日本では、自殺の大半が首吊りによるものである。第三者の発見や紐や縄が切れた外れたなどの理由で未遂の場合は、脳細胞の破壊により重篤な脳障害を残してしまう。
縊死者の頸部に残る、頸部を絞搾した縄索の痕を「縊溝（いっこう）」もしくは索状の痕なので、索状痕または索痕という。索状痕（索痕）のうち、明らかに溝状に陥凹しているものを索溝と呼ぶ。ただし、縊死の場合に必ず体表に現れるわけではない。たとえば着衣の襟に、または頸部に巻かれた襟巻きの類に隔てられ、あるいは用いられた布片の性質によって、肉眼的には、表皮の変化は判然としないことがある。しかし、全ての場合、死亡に至る圧力が加えられた箇所には顕微鏡的検査により組織破壊が確認出来、またほとんどの場合、解剖により皮下の脆弱な組織に肉眼的に確認できる損傷が観察される。皮下組織に頸部を周る縊溝の走り方は2ある。
1. 定型的な縊溝は、前頸部を横に通過し、頸の左右両側を同じように上後方に向かって斜めに上昇し、耳の後ろに達し、左右からの縊溝は相近づき、有髪部に消える。以下の二通りがある。
  1. 頸の周りで縄索を結ばずに首を吊る開放係蹄の場合
  2. 頸の周囲で縄索を結び首を吊る結節係蹄の時結節が後頭部中央線に位置するような場合
2. 非定型的な縊溝は、結節係蹄の時に結節が後頭部中央線以外に位置する時に生じる。結節が頸部の前方や耳前に位置するような際に生じ、縊溝の走り方は結節と反対側に始まり、結節に向かって斜めに上昇し、結節に当たる箇所で消える。

### 後遺症
首吊り後、早くに脱出あるいは救助されれば、ほぼ後遺症を残さず生き残れる可能性もあるが、脳血流停止後3〜4分を超えてからは高次脳機能障害や麻痺など中枢に関与する様々な後遺症を残す可能性が高く、また、頸椎、頸髄などに物理的な損傷が加わっていれば、さらに後遺症を悪化させる要因になる。
ムード歌謡歌手のフランク永井は、1985年10月に首吊り自殺を図り一命を取り留めたが、懸命のリハビリテーションにもかかわらず、自分の名前の読み書きは出来る・かつての自分の持ち歌をカラオケで歌える・散歩はできるといった程度の回復が限界で、見舞いに訪れた友人の識別ができないなど、重篤な高次脳機能障害による記憶障害や麻痺などを残していた。
首吊り自殺の現場は、いくらかの時間を経て誰かに目撃・発見されることになるが、目撃・発見者は大きなショックを受けるため、PTSD（心的外傷後ストレス障害）や強迫性障害などの様々な重篤な精神障害を発症する場合が多い。
もちろん、実際の目撃・発見者以外も自殺当事者にかかわったことのある人々もその事実を伝え聞いたとき非常に大きなショックを受け、トラウマや罪責感、大きなショックなど様々な心理的苦痛に圧倒され、PTSD、鬱病、不安障害、希死念慮などの深刻な精神障害・疾患を患う場合が多い。

## 首絞め
縄や紐などの索状物を巻きつけて頸部を水平に圧迫し、気道（喉頭から気管を含む）を閉塞させることで呼吸が出来ないようにすることを、法医学では絞頸（こうけい）と呼ぶ。絞頸による死を絞死（こうし）といい、絞頸による殺人を絞殺（こうさつ）という。絞頸による自殺（自絞死）の例は稀であり、結び目を作ったり機械的な動力を利用して絞め上げを補助したりするなど、意識を失っても索状物が緩まないための何らかの工夫を伴う。
手や腕で頸部を圧迫することを扼頸（やくけい）と呼ぶ。扼頸による死を扼死（やくし）といい、扼頸による殺人を扼殺（やくさつ）という。扼頸による自殺はまず不可能であるため、これらは縊死ではない。

## 関連人物
- 首くくり栲象（別名：古沢守、古沢宅、古澤宅、古澤栲）
  - 首吊りのパフォーマンスを、50歳から20年にわたって続けたパフォーマー[1][2]。